# Gilbert Favre
Gilbert Favre, noto anche con lo pseudonimo di El Gringo (19 novembre 1936 – Russin, 12 dicembre 1998), è stato un flautista e antropologo svizzero, originario della Svizzera romanda.
Amante del jazz e suonatore di clarinetto e quena, è stato membro fondatore del gruppo boliviano Los Jairas, in cui suonò la quena. Durante gli anni sessanta è stato amante di Violeta Parra, che a lui dedicò il brano Run Run se fué pa'l norte.

## Biografia
Durante gli anni sessanta soggiornò in Cile e Bolivia dove si dedicò a esplorare la cultura e il folklore sudamericani. Il fatto che un europeo si interessasse alla musica boliviana in quei tempi, fu probabilmente uno dei fattori di promozione della musica boliviana nel mondo, anche grazie a una tournée che Los Jairas svolsero in Europa. Los Jairas divennero un vero fenomeno musicale dopo la vittoria al primo festival della canzone boliviana. In seguito nacquero altri gruppi altrettanto importanti come Los Masis.

Una delle poche interviste a Favre è stata realizzata per il quotidiano El Diario e viene pubblicata nel giugno del 1967. In questa occasione si espresse come membro de Los Jairas e parlò del carattere della musica boliviana: 
Nel 1960 Favre incontra Violeta Parra di cui si innamora. Il loro rapporto fu turbolento, appassionato e tragico: lei aveva un carattere passionale, forte ma fragile allo stesso tempo, era depressa a causa di un'infanzia e una vita difficile, lui era un donnaiolo ed era più giovane di lei. Nel 1966 Favre e la Parra si separano e nel 1967 Violeta si suiciderà. Favre ha ispirato a Violeta le canzoni Run Run se fue pa'l norte e Gracias a la vida oltre a Volver a los diecisiete e altre.
Lasciata Violeta Parra, Favre sposa Indiana in Bolivia con cui ha i figli Patrick e Christian. Ritorna con lei in Europa e si installa in Dordogna, in Francia. Favre e Indiana divorzieranno. In seguito si risposa con Barbara Erskine, una giornalista statunitense del New York Times incontrata a Parigi. Si trasferiscono a Russin a Ginevra in Svizzera, dove Favre morirà nel 1998 all'età di 62 anni.

## Discografia

### Album in studio
- 1966 - Folklore (con Alfredo Dominguez ed Ernesto Cavour)
- 1967 - Folklore 2 (con Alfredo Dominguez ed Ernesto Cavour)
- 1967 - Ángel Parra y el tocador afuerino (con Ángel Parra)
- 1968 - Ángel Parra honenaje al Ecuador (con Ángel Parra)
- 1971 - Grito de Bolivia (con Alfredo Dominguez ed Ernesto Cavour)
- 1973 - Sortilegio de los Andes (con Los Guayaki e Los Jairas)
- 1975 - Instrumental (Dominguez, El Gringo, Cavour) (con Alfredo Dominguez e Ernesto Cavour)
- La flûte indienne d'El Gringo

### EP
- Folklore (con Alfredo Dominguez ed Ernesto Cavour)

### Singoli
- 1970 - Senõra Chichera/La pastora (con Alfredo Dominguez ed Ernesto Cavour)

### Collaborazioni
- Los Chicheros - Flute des Andes